# Irena Syrikaina
Irena Syrikaina grec. Εἰρήνη Συρίκαινα – cesarzowa Trapezuntu, trzecia żona Manuela Komnena. 

## Życiorys
Jej ślub odbył się w latach 50. lub na początku 60. XIII wieku. Z tego związku urodziło się czworo dzieci:
- Jerzy, cesarz Trapezuntu 1266-1280
- córka, żona króla Gruzji Demtriusza II
- córka
- Jan II Komnen, cesarz Trapezuntu 1280-1284 i 1285-1297